# Тодескини, Лео
Ле́о Тодески́ни (итал. Leo Todeschini; 1916—1940) — итальянский офицер, танкист, участник Второй мировой войны. Кавалер высшей награды Италии за подвиг на поле боя — золотой медали «За воинскую доблесть» (1940, посмертно).

## Биография
Родился в 1916 году в коммуне Дзевио, область Венеция, Королевство Италия.
Командир танкового взвода M11/39 4-го танкового полка (группа Малетти) младший лейтенант Лео Тодескини отличился в ходе Египетской операции итальянских войск в районе Алам Абу Хилат (Северная Африка).
19 ноября 1940 года для подтверждения данных авиаразведки к Бир-Эмба были направлены две танковые колонны M11/39, которые были атакованы превосходящими силами англичан в районе Алам Абу Хилат и уничтожены. Младший лейтенант Лео Тодескини, увидев, как погиб экипаж командира роты, попытался отбуксировать его танк, но и сам погиб в бою. 21 ноября остатки разведгруппы вернулись в расположение главных сил 4-го танкового полка.
Из представления к награде:

Con la ferma determinazione di sacrificarsi con il suo plotone carri armati, per impedire al nemico l’avvolgimento e la distruzione di una nostra colonna celere, sosteneva durante tre ore l’urto di soverchianti forze corazzate avversarie, ne frenava lo slancio e ne disordinava la manovra, infliggendo all’assalitore durissime perdite. Anche dopo che quattro dei suoi mezzi, gravemente colpiti avevano dovuto abbandonare la lotta, restava con due soli carri sul terreno del combattimento’ e fronteggiava almeno venti carri nemici con sì disperato coraggio, da riuscire ad intimidire l’avversario e farlo deviare verso altri settori del nostro dispositivo. Essendo stato colpito il carro del comandante della compagnia che, immobilizzato, serviva da facile bersaglio al tiro dei cannoni inglesi, dopo aver constatato il fallimento di alcuni tentativi di ricupero del carro stesso, divenuto gloriosa tomba di eroi, decideva di tentarne il rimorchio. Mentre scendeva dal suo carro per agganciare il cavo, una cannonata gli sfracellava la gamba destra. Vincendo con ferrea volontà l’atroce dolore, si dirigeva appoggiandosi su una sola gamba, verso il carro da agganciare, quandò una seconda cannonata colpiva in pieno il motore del suo carro immobilizzandolo ed impedendo a lui di condurre a termine la temeraria, generosa missione volontariamente assunta. Raccolto e tratto in salvo, al suo comandante di battaglione che gli rivolgeva parole di commosso plauso, rispondeva con romana fierezza: «Coraggio, signor maggiore, anche con una gamba di meno si può fare il carrista».
Alam Abu Hileiuat (Africa Settentrionale), 19 novembre 1940

Вместе с младшим лейтенантом Лео Тодескини в этом же бою отличились сержант Умберто Дианда и лейтенант Джузеппе Локателли.

## Награды
- Золотая медаль «За воинскую доблесть» (1940, посмертно)

## Память
В память о Лео Тодескини назван танковый батальон Бронетанковой школы (Казерта).